# Hyperaspis bolteri
Hyperaspis bolteri är en skalbaggsart som beskrevs av Leconte 1880. Hyperaspis bolteri ingår i släktet Hyperaspis och familjen nyckelpigor. Inga underarter finns listade i Catalogue of Life.